# 珀蒂克鲁瓦站
珀蒂克鲁瓦站是法国的一个铁路乘降所，位于法国东北部小镇蒙特勒堡，靠近珀蒂克鲁瓦。

## 位置
珀蒂克鲁瓦站位于蒙特勒堡的南部，巴黎－米卢斯铁路454.27公里处，距离贝尔福大约12公里。车站大致呈东西走向，开口朝北。

## 设施
珀蒂克鲁瓦站是一个设施较为简陋的乘降所，原有的站房已成为私人财产，现无任何人工售票服务及自动售票机，在该站上车的乘客需使用通勤卡或主动购票。

## 停靠线路
以下列车线路在珀蒂克鲁瓦站停靠：
| 珀蒂克鲁瓦站列车线路表 |      |                 |          |              |
| 线路                   | 车种 | 上一站          | 下一站   | 大致运行频率 |
| 贝尔福—米卢斯          | TER  | 贝尔福/谢夫勒蒙 | 旧蒙特勒 | 每天6趟左右  |
| 1.                     |      |                 |          |              |

## 配套交通

### 长途客车
珀蒂克鲁瓦站没有对应的固定长途汽车站，当沿线铁路施工或罢工时，SNCF可能会提供临时大巴车。

### 市内交通
珀蒂克鲁瓦站附近暂无城市公共交通线路经过。

## 社会车辆
珀蒂克鲁瓦站门口设有简易的露天停车场。

## 临近车站
| 珀蒂克鲁瓦站（Gare de Petit-Croix） |                  |            |
| 上行车站                            | 线路             | 下行车站   |
| 谢夫勒蒙站                          | 巴黎－米卢斯铁路 | 旧蒙特勒站 |
| - 本表仅显示运营中的线路及车站      |                  |            |